# Sylvain Francisco
Sylvain Francisco, né le 10 octobre 1997 à Créteil dans le Val-de-Marne, est un joueur français de basket-ball évoluant aux postes de meneur et arrière. Il mesure 1,79 m.

## Biographie

### Carrière en club
Sylvain Francisco effectue une partie de sa formation au lycée en Floride avant de rejoindre les Levallois Metropolitans en première division française. À l'issue de la saison 2017-2018, il signe son premier contrat professionnel avec le club francilien. Cependant, désireux de rejoindre la G-League et à terme la NBA, il ne se présente pas à la reprise de l'entrainement l'été suivant. Il signe finalement au Paris Basketball en Pro B en décembre 2018. Après deux saisons dans la capitale, il retrouve la première division en s'engageant avec la Chorale de Roanne pour la saison 2020-2021.
Francisco quitte Roanne en juin 2021 et s'engage fin août avec le club espagnol de Manresa en Liga Endesa.
À l'été 2022, il participe à la NBA Summer League avec les Bucks de Milwaukee.
Pour la saison 2022-2023, il découvre un nouveau championnat en s'engageant en Grèce avec Peristéri BC.
En juillet 2023, Francisco s'engage avec le Bayern Munich.
Le 1er juillet 2024, il signe avec le Žalgiris Kaunas, club lituanien évoluant en Euroligue.

### Sélection nationale
Le 24 février 2022, il obtient sa première sélection avec l'équipe de France face au Portugal dans le cadre des qualifications pour la Coupe du monde 2023. Il participe à la Coupe du monde 2023 où la France est éliminée au premier tour ; Sylvain Francisco porte le no 00.

## Palmarès
- Finaliste de la Ligue des champions 2022
- Vainqueur de la Coupe d'Allemagne en 2024
- MVP de la Coupe d'Allemagne
- Champion d'Allemagne 2023-2024
- Champion de Lituanie 2024-2025
- MVP des finales du championnat de Lituanie 2025

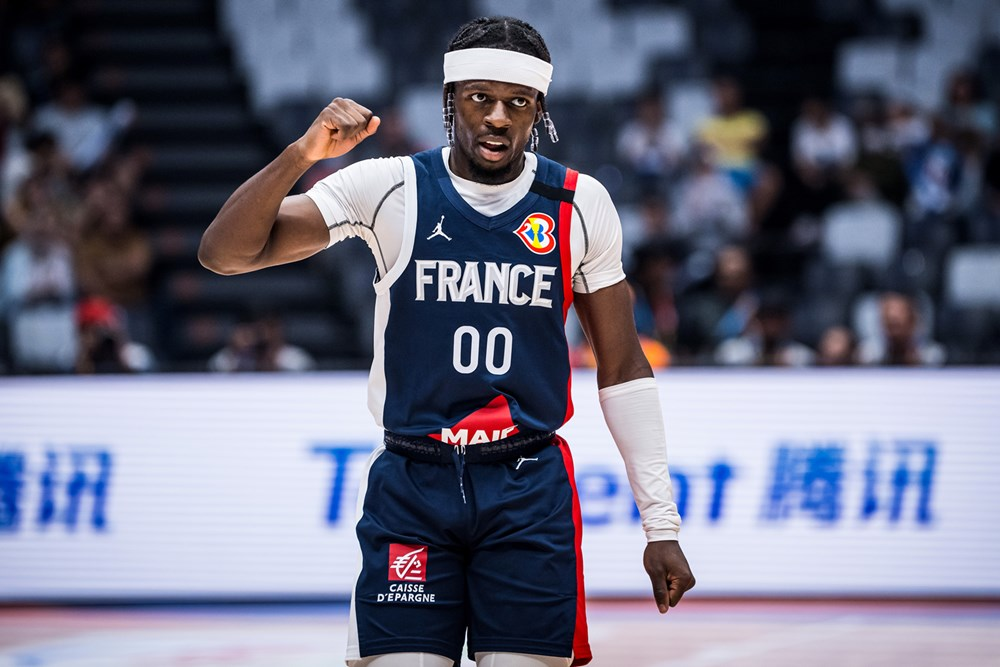
Sylvain Francisco en 2023 avec le maillot de l'équipe de France.
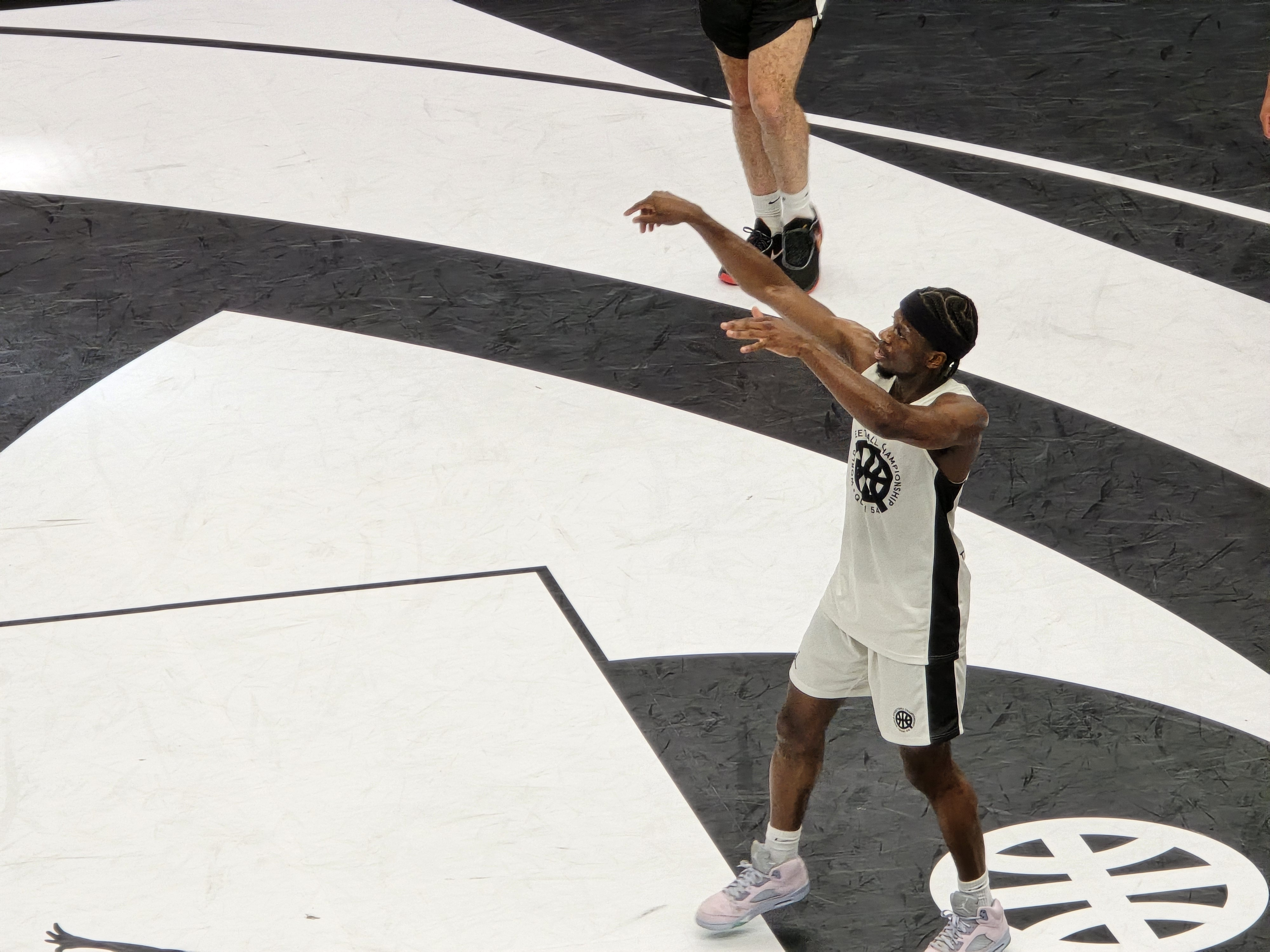
Sylvain Francisco lors du Quai 54 2024.
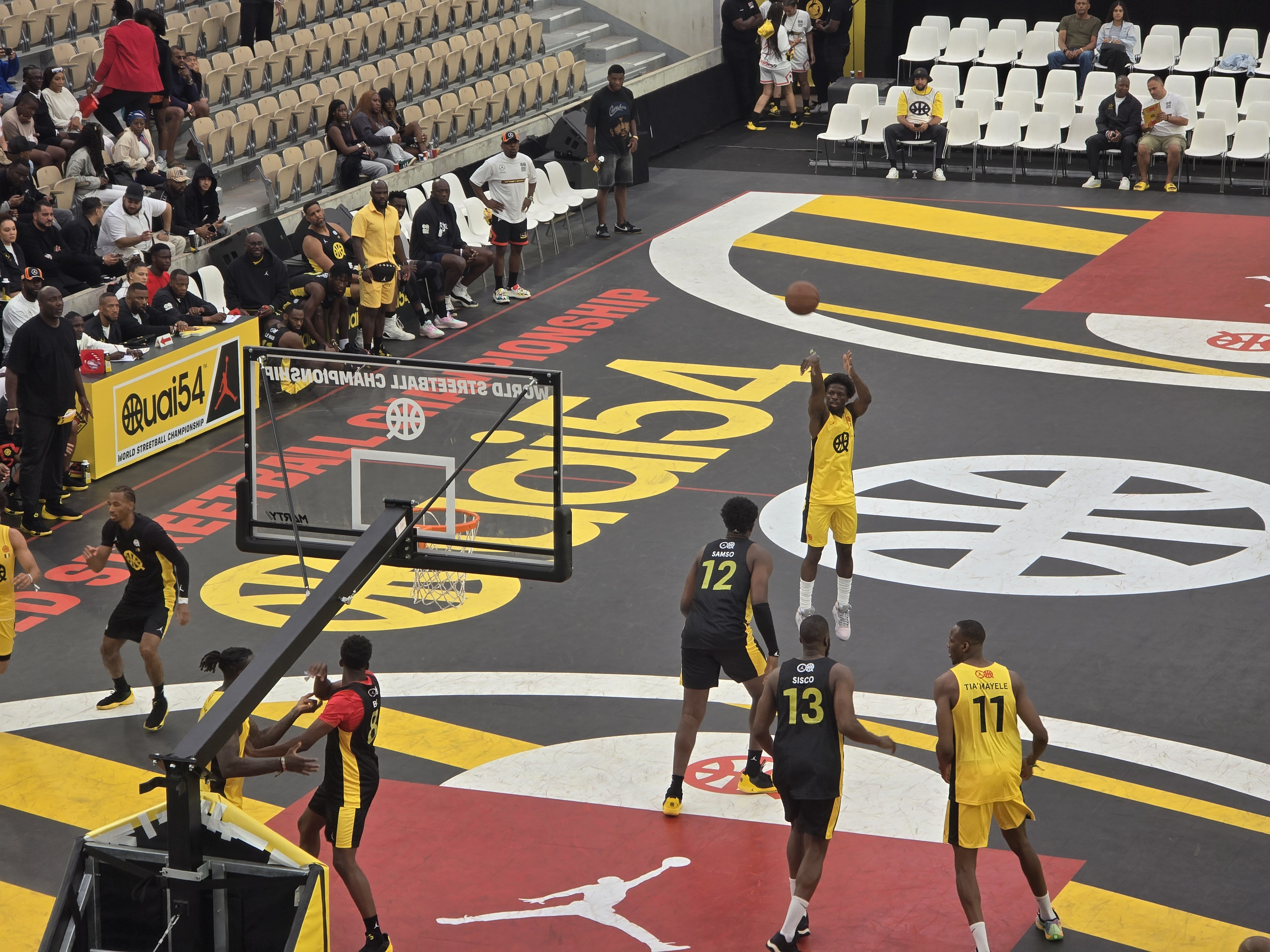
Sylvain Francisco lors du Quai 54 2025.